# G.723.1
G.723.1 es un codec de audio para voz que comprime audio de voz en cuadros de 30ms. Una anticipación algorítmica de 7.5 ms de duración significa que el retardo algorítmico total es 37.5 . Su nombre oficial es codificador de voz de doble velocidad para comunicaciones multimedia que transmiten a 5.3 y 6.3 kbit/s. A veces se asocia con una marca comercial Truespeech en coprocesadores producidos por DSP Grupo.
Esto es un códec completamente diferente codec de G.723.
Hay dos tasas de bits en los que puede operar G.723.1:
- 6.3 kbit/s (usando marcos de 24-bytes) usando un algoritmo MPC-MLQ (MOS 3.9)
- 5.3 kbit/s (using 20-byte frames) usando un algoritmo ACELP (MOS 3.62)